# Фам Доан Чанг
Фам Доан Чанг (вьет. Phạm Đoan Trang, род. 1978, Ханой) — вьетнамская писательница, блоггер, журналистка, издательница и активистка демократии. В 2017 году она получила премию Homo Homini от организации People In Need, которая назвала её «одной из ведущих фигур современного вьетнамского инакомыслия».

## Работа и признание
Чанг — соучредительница блога Luat Khoa Tap Chi (Юридический журнал). В 2017 году она опубликовала Chính Trị Bình Dân («Политика для всех»), свою девятую книгу. Её блог ежедневно посещают около 20 000 человек. После публикации она скрывалась в убежище, откуда продолжала общаться со СМИ.
Она также соучредительница издательского дома Nhà xuất bản Tự Do (Либеральное издательство), которое в 2020 году было удостоено Международной ассоциацией издателей IPA Prix Voltaire.
В 2018 году Чанг была награждена премией Homo Homini от чешской правозащитной организации People In Need. Её хвалили за использование «простых слов для борьбы с отсутствием свободы, коррупцией и деспотизмом коммунистического режима».
В 2022 году Чанг получила Международную женскую премию за отвагу от Государственного департамента США.

## Аресты
По данным «Репортеров без границ», Чанг фактически содержалась под домашним арестом с февраля 2018 года. «Репортёры без границ» осудили обращение с ней со стороны правительства.
7 октября 2020 года она была арестована в Хошимине полицией Ханоя и сотрудниками Министерства общественной безопасности за «изготовление, хранение, распространение информации, материалов, предметов с целью противодействия государству Социалистической Республики Вьетнам». Ей было предъявлено обвинение по статье 117 Уголовного кодекса за «пропаганду против государства». В конце 2021 года её приговорили к 9 годам лишения свободы. Amnesty International назвала приговор «возмутительным», заявив, что обращение с ней со стороны вьетнамского правительства, «включающее преследование, слежку, угрозы, пытки и фиктивные судебные преследования, является жестоким символом подавления вьетнамскими властями мирной правозащитной деятельности по всей стране».